# 我的警察先生 (電影)
《我的警察先生》（英語：My Policeman）是一部於2022年發行的英美合拍劇情片，改編自2012年出版的暢銷同名英語小說。該片由吉娜·麥基、萊納斯·洛區、哈利·斯泰爾斯、艾瑪·科林、大衛·道森主演，麥可·格蘭達吉指導，羅恩·尼斯瓦納撰寫劇本。
電影於2022年9月11日在多倫多國際影展首映，同年10月21日在美國發行，11月4日由亞馬遜影業發行。電影獲得褒貶不一的評價，評論主要稱讚大衛·道森的演出表現，但批評電影的編導。

## 概要
1990年代，一名叫做派翠克的男子到瑪利昂和湯姆夫婦家拜訪，而他的來訪也替四十年前塵封已久的記憶掀起漣漪。1950年代，年輕的湯姆和派翠克墜入愛河，卻又無奈於同性戀當時是違法，他同時又和瑪莉安交往，三人陷入令人心碎的三角戀。

## 演员
- 艾瑪·科林 飾演 年輕的瑪利安（Marion Taylor）[5]

- 吉娜·麥基 飾演 年老的瑪利昂

湯姆的妻子，1950年代時是個學校老師。
- 哈利·斯泰爾斯 飾演 年輕的湯姆（Tom Burgess）[3]

- 萊納斯·洛區 飾演 年老的湯姆

瑪利昂的丈夫，在1950年代和派翠克相戀，他當時是個警官。
- 大衛·道森（英语：David Dawson (actor)） 飾演 年輕的派翠克（Patrick Hazlewood）

- 魯伯特·艾瑞特 飾演 年老的派翠克

湯姆在1950年代的地下情人，當時是個博物館策展人。
- 卡帝夫·克文（英语：Kadiff Kirwan）[6] 飾演奈吉爾（Nigel）[6]

- 朵拉·戴維斯（Dora Davis）飾演 席爾薇（Sylvie）[2]

- 理查·丹普西（英语：Richard Dempsey） 飾演 圖書館員

- 約瑟夫·波特（Joseph Potter）飾演 羅伊（Roy）

## 製作

### 開發
2020年9月，亞馬遜已和Berlanti Schechter Productions達成議定共同製作改編自小說《My Policeman》的未定名電影，並預計在明年夏天開始製作。它將由東尼獎得主麥可·格蘭達吉導演、奧斯卡獎提名羅恩·尼斯瓦納編劇。葛瑞格·貝蘭提、莎拉·谢克特、羅比·羅傑斯和Independent Film Company及MGC影業的柯拉·帕弗里跟菲利普·赫德會共同製作該片。

### 選角
2020年9月17日，據報導宣布哈利·斯泰爾斯和莉莉·詹姆斯正在商談主演事宜。。2021年2月，確認由哈利·斯泰爾斯和艾瑪·科林飾演年輕版本的主角湯姆和瑪利昂。同年3月，宣布 大衛·道森 將飾演年輕版本的主角派翠克，而魯伯特·艾瑞特將飾演年老版本；吉娜·麥基和萊納斯·洛區 則飾演年老版本的湯姆和瑪利昂。
6月2日，卡帝夫·克文加入演員陣容。

### 拍攝
2021年4月，該片於英格蘭進行主體拍攝，包括布萊頓。2021年6月16日，拍攝在威尼斯結束。

### 發行
該片上映日期未知，將由亞馬遜影業發行並在Amazon Prime Video上線。

## 外部連結
- 官方网站（英文）
- 互联网电影数据库（IMDb）上《我的警察先生》的资料（英文）
- 爛番茄上《我的警察先生》的資料（英文）
- 豆瓣电影上《我的警察先生》的資料 （简体中文）